# Marlene Elejalde
Marlene Elejalde, née le 3 juin 1951 à La Havane et morte le 29 avril 1989 à La Havane, était une athlète cubaine.
Aux Jeux olympiques d'été de 1968 à Mexico, elle faisait partie du relais cubain sur 4 × 100 m qui remporta l'argent, la première médaille olympique de l'athlétisme féminin de Cuba. Quatre ans plus tard, elle remportait une nouvelle médaille en relais, cette fois-ci en bronze.
Elle est décédée dans un accident de voiture en 1989.

## Palmarès

### Jeux olympiques d'été
- Jeux olympiques d'été de 1968 à Mexico ( Mexique)
  - éliminée en série sur 80 m haies
  -  Médaille d'argent en relais 4 × 100 m
- Jeux olympiques d'été de 1972 à Munich ( Allemagne de l'Ouest)
  -  Médaille de bronze en relais 4 × 100 m

### Jeux panaméricains
- Jeux Panaméricains de 1971 à Cali ( Colombie)
  -  Médaille d'argent sur 100 m haies
- Jeux panaméricains de 1975 à Mexico ( Mexique)
  -  Médaille de bronze sur 100 m haies